# Cichla temensis
Cichla temensis és una espècie de peix de la família dels cíclids i de l'ordre dels perciformes.

## Morfologia
Els mascles poden assolir els 99 cm de longitud total i els 12,2 kg de pes.

## Distribució geogràfica
Es troba a Sud-amèrica: conques del riu Orinoco (Veneçuela i Colòmbia) i del riu Amazones.